# Бахаровичи (Пуховичский район)
Бахаровичи (бел. Ба́харавічы) — деревня в Пуховичском районе Минской области Республики Беларусь. Входит в состав Новопольского сельсовета.

## География
Расположена в 39 км на северо-запад от Марьиной Горки, 20 км от Минска, 19 км от железнодорожной станции Руденск на линии Минск — Осиповичи.
Рядом пролегает автомобильная дорога Н-9342.

### Гидрография
Река Птичь (приток Припяти).

## История

### Ранняя история
Бахаровичи известны с XVII века. В 1587 году село в Минском повете Минского воеводства Великого Княжества Литовского.
После второго раздела Речи Посполитой 1793 года в составе Российской империи, в Игуменском уезде Минской губернии. Бахаровичи около ста лет были собственностью Быковских, в середине XIX века через вено стали собственностью Вейсенгофов. После 1861 года в Дудичской волости Игуменского уезда Минской губернии. В 1888 году в имении сооружена паровая мельница, в 1895 году на мельнице работали 3 рабочих. Имением в 1889 году владела Жозефина Генриховна Вейсенгоф, дворянка римско-католического вероисповедания, было 250 десятин земли.
В 1897 году в деревне был хлебозапасный магазин, лавка; в имении паровая мельница, часовня на кладбище.

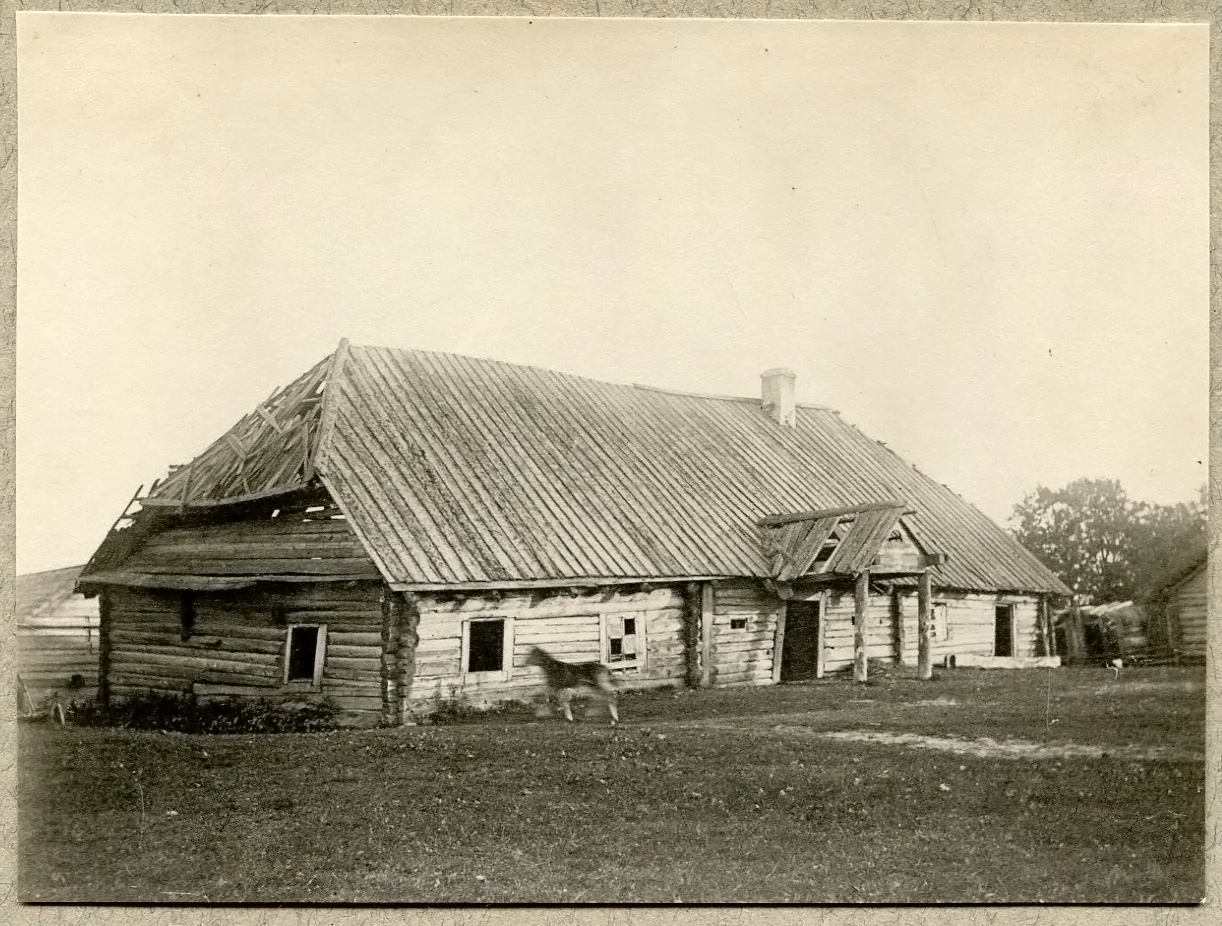
Деревянная хата в Бахаровичах (старая усадьба?) (1915—1917)

### Новейшее время
С конца февраля 1918 года территория оккупирована войсками Германской империи. 25 марта 1918 года согласно Третьей Уставной грамоте волость провозглашена частью Белорусской Народной Республики. В декабре 1918 года занята Красной Армией, с 1 января 1919 года в соответствии с постановлением I съезда КП(б) Беларуси она вошла в состав Советской Белоруссии, с 27 февраля 1919 года — в ЛитБел ССР. Во время польско-советской войны в августе 1919—июле 1920 годов под оккупацией Польши (Минский округ ГУУЗ).
С 31 июля 1920 года в Белорусской ССР. В 1920-е годы открыта трудовая школа I степени, в которой в 1922 году училось 40 детей. В начале 1930-х годов проведена коллективизация, создан колхоз «Новые Бахаровичи», работала кузница.
Во Вторую мировую войну с конца июня 1941 года до начала июля 1944 года под оккупацией Германии.

## Население

### Численность
- 2019 год — 58 жителей

### Динамика
- 1567 год — 17 дворов, 60 жителей
- 1870 год — 106 жителей мужского пола
- 1897 год — 71 двор, 451 житель; имение — 2 двора, 28 жителей
- 1908 год — 74 двора, 526 жителей; имение — 12 жителей, 1 двор[4]
- 1917 год — 92 двора, 529 жителей; имение — 52 жителей
- 1960 год — 295 жителей
- 1999 год — 94 жителей (перепись населения)
- 2002 год — 38 дворов, 61 жителей
- 2009 год — 49 жителей (перепись населения)[4]
- 2012 год — 25 хозяйств, 36 жителей
- 2019 год — 58 жителей (перепись населения)

## Улицы
- Дачная
- Центральная

## Достопримечательность

### Утраченное наследие
- Часовня на кладбище

## Известные лица
- Константин Андреевич Алексютович (1884—1943) — белорусский хореограф и балетмейстер.
- Николай Остапович Алексютович (1921—1967) — белорусский историк. Кандидат философских наук (1955).
- Родислав Васильевич Кабердин (род. в 1930) — учёный в области органической химии. Доктор химических наук.[5]